# Hiroki Nonogaki
Hiroki Nonogaki (ur. 14 stycznia 1985 r.) – japoński narciarz, specjalista narciarstwa dowolnego. Najlepszy wynik na mistrzostwach świata osiągnął podczas mistrzostw w Ruka. Nie startował na igrzyskach olimpijskich. Najlepsze wyniki w Pucharze Świata osiągnął w sezonie 2004/2005, kiedy to zajął 80. miejsce w klasyfikacji generalnej.

## Sukcesy

### Mistrzostwa Świata
| Miejsce | Dzień    | Rok  | Miejscowość | Konkurencja      | Zwycięzca      |
| ------- | -------- | ---- | ----------- | ---------------- | -------------- |
| 41.     | 19 marca | 2005 | Ruka        | Jazda po muldach | Nathan Roberts |
| 17.     | 20 marca | 2005 | Ruka        | Muldy podwójne   | Toby Dawson    |

### Puchar Świata

#### Miejsca w klasyfikacji generalnej
- 2004/2005 – 80.
- 2005/2006 – 178.
- 2006/2007 – 156.

#### Miejsca na podium
1. Inawashiro – 6 lutego 2005 (Jazda po muldach) – 3. miejsce